# Unión Buena Vista, Oaxaca
Unión Buena Vista är en ort i Mexiko.   Den ligger i kommunen Santiago Apoala och delstaten Oaxaca, i den sydöstra delen av landet, 290 km sydost om huvudstaden Mexico City. Unión Buena Vista ligger 2 461 meter över havet och antalet invånare är 109.
Terrängen runt Unión Buena Vista är huvudsakligen kuperad, men åt nordväst är den platt. Runt Unión Buena Vista är det glesbefolkat, med 20 invånare per kvadratkilometer. Närmaste större samhälle är El Fortín Alto, 7,2 km väster om Unión Buena Vista. Trakten runt Unión Buena Vista består i huvudsak av gräsmarker.